# バルセロナ交通局
バルセロナ交通局（カタルーニャ語: Transports Metropolitans de Barcelona トランスポルツ・マトルプリタンス・ダ・バルサローナ 略称：TMB）はバルセロナ都市鉄道 (Ferrocarril Metropolità de Barcelona, S.A.)とバルセロナ交通 (Transports de Barcelona, S.A.)から構成される公共交通公社であり、バルセロナとその周辺で路線バスと地下鉄を中心とした総合的な輸送サービスを提供している。カスティーリャ語表記はTransportes Metropolitanos de Barcelona。 

## 歴史
- 1872年 - ランブラ通りとグラシア通りに最初の馬車鉄道が開業。
- 1877年 - Sant Andreuに最初の蒸気軌道が開業。
- 1899年 - 初めて路面電車が電化。
- 1906年 - バスが試験的に運行。
- 1911年 - 路面電車の運行会社が合併。
- 1920年 - バルセロナ都市鉄道株式会社(Ferrocarril Metropolità de Barcelona, S.A.)(通称トランスベルサル(Transversal))設立。
- 1921年 - バルセロナ大地下鉄株式会社(Gran Metropolitano de Barcelona, S.A.)(通称グランメトロ)設立。
- 1922年 - 最初のバス路線が開通。
- 1924年 - 最初の地下鉄がレセップス(Lesseps) - カタルーニャ(Catalunya)間に開通。
- 1925年 - Les Tramways de Barcelona, S.A.が解散しTranvías de Barcelona, S.A.設立。
- 1928年 - モンジュイックのフニクラ（ケーブルカー）が開業。
- 1941年 - 最初のトロリーバスが開業。
- 1957年 - 公共交通市営化。
- 1959年 - Tranvías de Barcelona, S.A.が市有の企業として設立。
- 1968年 - トロリーバス廃止。
- 1969年 - Tranvías de Barcelona, S.A.がバルセロナ交通株式会社(Transports de Barcelona, S.A.)に社名変更。
- 1971年 - 青線(Tramvia Blau)を除いて路面電車廃止。
- 1979年 - バルセロナ都市鉄道とバルセロナ交通がバルセロナ市営交通(Transports Municipals de Barcelona)として共同経営開始。
- 1986年 - 都市圏交通拡張計画がバルセロナ交通局の支援の下開始される。
- 1992年 - 低床バス導入。
- 1995年 - 身体障害者に完全に適合した地下鉄2号線が開業。
- 1997年 - 地下鉄2号線がサグラダ・ファミリアからLa Pauまで延伸。
- 1998年 - 地域バス路線開設。
- 2001年 - 運賃統合。

- 1922年6月8日 - アルフォンソ13世がエスパーニャ広場を横切る地下鉄の公式な起工式に出席したが、実際には1924年まで着工されなかった。Esteban Terradas技師によって指揮された工事はスペインで初めてオーストリアトンネル工法で施工された。

## 事業

### 地下鉄
バルセロナ地下鉄を運行している。

### 路線バス
バルセロナ市内及びその都市圏に109路線921.53 kmの路線網を有し、1086両の車両を保有する。2007年1月1日から施行されたカタルーニャ州法の基準により、全てのバスはバリアフリーに適合する。

#### 車両
- 標準的なディーゼル車: MAN NL202F, NL222F, NL223F; メルセデス・ベンツ O405N, O405N2, O530 シターロ; イヴェコ Cityclass, Cursor (220 ・ 245 cv), イリスバス CityClass (270 cv)
- 標準的なCNG車: MAN NL243F, イヴェコ/イリバス Cityclass CNG
- ディーゼルの連接バス: 予約中(メルセデス・ベンツ O405G)
- ディーゼルの連接バス (一階建て): MAN NG312F, NG313F; メルセデス・ベンツ O405GN2, O530G シターロ
- CNGの連接バス: イリスバスCityclass CNG 連接仕様
- ミニバス・マイクロバス: メルセデス・ベンツ スプリンター412D ～ 416CDI
- ミディバス: MAN NM223F
- Jardineras: MAN NL202改造車

### フニクラ
ムンジュイックの丘に登るケーブルカーで1929年のバルセロナ万国博覧会に合わせて建設され1928年10月24日に開業した。地下鉄2号線・3号線に接続する麓のパラルレル(Paral-lel)駅からムンジュイック公園(Parc de Montjuïc)駅まで運行されている。

### 路面電車
バルセロナには最新鋭のトラム路線も存在するが、バルセロナ交通局では観光用に歴史のある青線(Tramvia Blau)を運行している。

### ロープウェー
モンジュイック地区の丘にはTelèferic de Montjuicというロープウェーが存在しており、モンジュイック公園駅でフニクラと接続している。尚、英語ではMontjuïc cable carとして案内されている。

### 観光用循環バス
バス・トゥリスティックという観光客用の観光地循環バスを運行している。一般路線バスとは完全に区別されており乗車には専用のチケットが必要。車内では日本語を含む6ヶ国語による観光案内がある。